# 樱桃湖
樱桃湖是一个位于中国江苏省吴江市的湖泊，面积约为2.4平方千米，平均水深约为1.1—1.9米。